# Jean-François Périer
Pour les articles homonymes, voir Périer.
Jean-François Périer (né à Grenoble le 16 juin 1740 et mort à Avignon le 30 mars 1824) est un ecclésiastique qui fut député aux États généraux de 1789,  évêque constitutionnel du Puy-de-Dôme puis archevêque concordataire d'Avignon.

## Biographie
Jean-François Périer nait à Grenoble, fils de Claude, conseiller du roi, « scelleur » à la Chancellerie du parlement du Dauphiné, et de Jeanne Lagier. Il fait ses études dans sa ville natale, devenu Dominicain et supérieur de l'École militaire d'Effiat et prêtre en 1766. Il adhère aux idées de la Révolution française, prête le serment à la Constitution civile du clergé et est élu en février 1791 évêque constitutionnel du département du Puy-de-Dôme  puis sacré à Paris le 27 mars. Il échappe aux proscriptions pendant la Terreur et donne sa démission lors de la signature du Concordat de 1801. 
Rallié à Napoléon Bonaparte, il est nommé archevêque concordataire d'Avignon et confirmé par le pape Pie VII. Il est fait baron en 1809. Considéré avec méfiance par son clergé et ses diocésains majoritairement catholiques et royalistes, il fait encore partie des évêques jugés gallicans en 1816. Après une altercation avec le duc d'Angoulême, il se démet de son archevêché le 27 septembre 1817 mais continue à l'administrer jusqu'en 1821 avec le titre de chanoine-évêque de Saint-Denis, du fait de la défection de Jean-Baptiste Marie Scipion Ruffo de Bonneval. Il meurt en 1824 et il est inhumé dans le cimetière du Rocher à Notre-Dame-des-Doms puis transféré ensuite dans le tombeau des archevêques de la cathédrale.

## Distinction
- Chevalier de la Légion d'honneur (5 juillet 1804)[4]

## Héraldique
Comme évêque d'Avignon il arborait: d'or, au serpent vivré de sinople; parti d'azur à la colombe d'argent reposant et posée en bande; au franc-quartier des barons-évêques